# René Mézangeau
René Mézangeau (Mésangeau, Mesangio, Mésengeot, Mesengé, Meziniot, Meschanson, Mesangior) (* um 1568 in Paris (?); † Januar 1638 ebenda) war ein französischer Lautenist und Komponist.

## Leben
1619 heiratete René Mézangeau die Tochter des Spinettherstellers Jean Jacquet. Um 1621 war er Musiker am Hof Ludwig XIII. Der bekannte Lautenist Ennemond Gaultier soll einer seiner Schüler gewesen sein. Die Laute spielte in seiner Zeit besonders an den Königs- und Fürstenhäusern eine bedeutende Rolle.
Mézangeau schuf etliche Werke für sein Instrument, sowohl eigene Kompositionen als auch Transkriptionen fremder Werke. Er verbesserte und verfeinerte die Technik des Lautenspiels und genoss zu seiner Zeit den Ruf des Vollenders der Lautentechnik.

## Einspielungen
- René Mézangeau Suite in a-moll: Prélude, Allemande, Courante, Sarabande, Air ( Tu es enrumé Compére ) aus Tabulatur de Luth de différents autheurs sur lesaccordes nouveaux, (Pierre Baillard, Paris, 1638)   In: Per-Olof Johnson. Per-Olof Johnson, Gitarre. EMI 4E 061-34395, 1971[1]
- René Mézangeau: Prélude, Allemande, Allemande, Courante, Sarabande.  In: Reflexe – Stationen europäischer Musik, Pièces de luth. Anthony Bailes, Laute. EMI  91778 1, 1977[2]
- René Mézangeau; Prélude, Sarabande I, Sarabande II; Courante I, Courante II, Allemande, Bransle de Mets, Tu es enrusme comper, Sarabande III.In: L'infidèle. William Bower, Laute. Carlton South 1985 OCLC 27983742.
- René Mézangeau Suite in a-moll: Prélude, Allemande, Courante, Sarabande, Tu es enrumé Compére aus Tabulatur de Luth de différents autheurs sur lesaccordes nouveaux, (Pierre Baillard, Paris, 1638)   In: Jorma Tykkyläinen, Guitar – Baroque And 20th Century Music. Jorma Tykkyläinen, Gitarre. JOLP 871, 1987[3]

### Gallica
- Tablature de luth de differens auteurs sur les accords nouveaux Pierre Ballard 1631, Digitalisat. enthält:
  - Allemande I Allemande II
  - Courante I Courante II
  - Courante III Sarabande I
  - Allemande III Allemande IV
  - Courante IV Sarabande II
  - Sarabande III
- Pièces de luth en tablature française  Gaultier; 1597